# Молотилов, Виктор Арсентьевич
Виктор Арсентьевич Молотилов (род. 30 сентября 1942) — советский хоккеист, защитник.

## Биография
Воспитанник московского «Спартака», серебряный призёр молодёжного чемпионата СССР 1961. В чемпионате СССР провёл за команду пять матчей — три в победном сезоне 1961/62 и два — в следующем, «бронзовом», сезоне. В сезоне 1963/64 играл в товарищеских матчах против команд из ГДР и ЧССР.
В сезоне 1969/70 выступал за команду МАДИ.